# Павилион (Њујорк)
Павилион (енгл. Pavilion) насељено је место без административног статуса у америчкој савезној држави Њујорк.

## Демографија
По попису из 2010. године број становника је 646.
| Група             | 2000.    | 2010.       |
| Белци             | 0 (0,0%) | 631 (97,7%) |
| Афроамериканци    | 0 (0,0%) | 8 (1,2%)    |
| Азијати           | 0 (0,0%) | 0 (0,0%)    |
| Хиспаноамериканци | 0 (0,0%) | 3 (0,5%)    |
| Укупно            | 0        | 646         |